# 總統府 (愛爾蘭)
總統府是愛爾蘭總統的官邸，位於愛爾蘭共和國首都都柏林北部的鳳凰公園。在歷史上這座建築也曾是愛爾蘭總督府。1937年開始，這座建築成為愛爾蘭的總統府。2011年5月17日，伊麗莎白二世成為首位訪問總統府的英國國家元首。現在愛爾蘭總統府於每週六對公眾自由開放。

## 外部連結

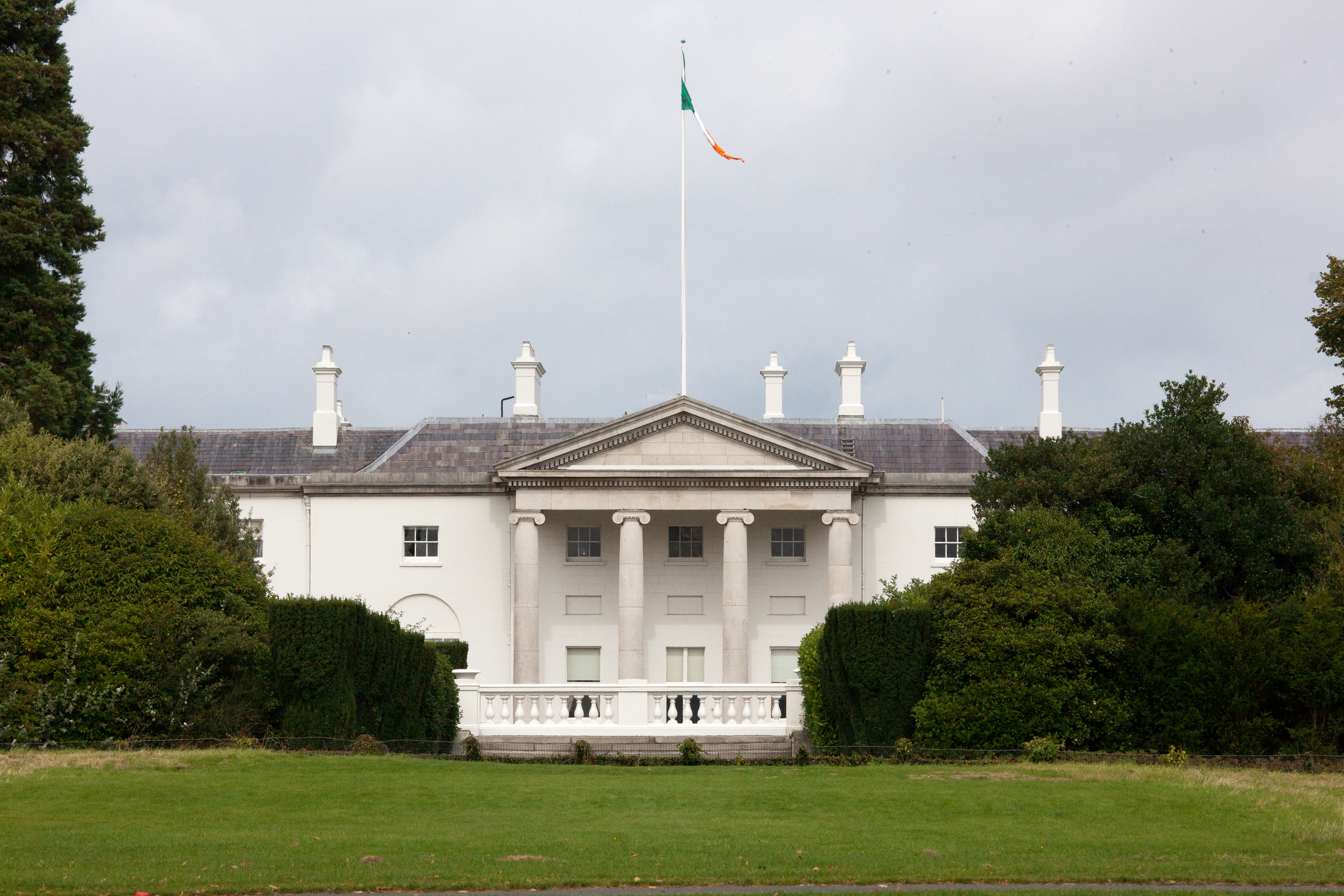
總統府

- Áras an Uachtaráin website （页面存档备份，存于）
- Virtual tour of the state rooms （页面存档备份，存于）
- Visiting information at Heritage Ireland

53°21′35″N 6°19′03″W / 53.359676°N 6.31745°W